# No Return
No Return é uma minissérie de televisão britânica criada e escrita por Danny Brocklehurst. É estrelado por Sheridan Smith e foi ao ar na ITV de 7 a 28 de fevereiro de 2022.

## Enredo
Kathy, Martin e seu filho Noah saíram de férias com a família para a Turquia. No entanto, depois de Noah ser convidado para uma festa na praia, ele é preso e seus pais são lançados em um mundo de confusão e em um sistema jurídico desconhecido.

## Elenco
- Sheridan Smith como Kathy Powell
- Lily Sutcliffe como Jess Powell
- Louis Ashbourne Serkis como Noah Powell
- Michael Jibson como Martin Powell
- Sian Brooke como Megan McGee
- Jack Chorley como Fred McGee
- David Mumeni como Steve McGee
- Murat Seven como Ismail
- Maximilian Henhappel como Zeph
- Doga Celik como Batur
- Philip Arditti como Rico Karvalci
- Adrián Baena como Milo
- Jodie Campbell como Rosie
- Atilla Akinci como Detetive Demir
- Funlola Olufunwa como Hayley
- Dilek Rose como Maria Pandolis
- Jade Jordan como Tara Fisher
- Cosh Omar como Burak Ersoy

## Recepção
Anita Singh, do The Daily Telegraph, deu a minissérie três de cinco estrelas. Carol Midgley do The Times deu três de cinco estrelas. E Nick Hilton do The Independent também avaliou com três de cinco estrelas.